# Platja de Ḷḷuarca
La platja de Ḷḷuarca és als voltants de la població de Ḷḷuarca, al "conceyu" de Valdés, a Astúries, i també és coneguda amb els noms de primera i segona platges de Ḷḷuarca. Forma part de la Costa Occidental d'Astúries i està emmarcada en el Paisatge Protegit de la Costa Occidental d'Astúries, amb la catalogació de Paisatge protegit, ZEPA, LIC.

## Descripció
Aquestes dues platges, amb una llargada total de 480 m i una amplada mitjana d'uns 80, estan formades per sorra fina i roques, i tenen forma de petxina. Per la gran afluència de banyistes que hi ha a l'estiu i per l'alt risc davant d'una situació d'emergència, tenen la designació de "categoria especial". L'entorn és residencial, amb un grau d'urbanització alt, que implica una gran perillositat. Estan situades als voltants del port pesquer de l'anomenada "villa blanca".
Com que són molt a la vora del nucli urbà de Ḷḷuarca, l'accés a aquestes dues platges és molt fàcil. Pràcticament formen una sola platja, però se'ls apliquen els ordinals "primera" i "segona" per distingir-les com dues unitats diferenciades perquè hi ha unes roques cap a la meitat que les separen. Després de la remodelació de l'espigó del flanc oest, la tercera platja de Ḷḷuarca o platja de Salinas ha quedat separada de les dues anteriors. A prop de les platges hi ha el far de Punta Atalaya i hi desemboca el riu Negro.
Les platges disposen de múltiples serveis, com vigilància, dutxes, aparcament, aigua potable, neteja i restaurants.